# Рыбобаза-2
Рыбобаза-2 — упразднённое село в Охинском районе Сахалинской области. На момент упразднения входило в состав Рыбновского сельсовета. Исключено из учётных данных не ранее 2004 года. Фактически включено в состав села Рыбновск и представляет собой его северную, отдалённую часть.

## География
Располагалось на северо-западе области, на берегу Татарского пролива, западнее озера Птичье, на расстоянии приблизительно в 3 км (по прямой) к северу от села Рыбновск.

## История
На топографических картах 1940-х годов на месте села обозначен завод №42. По данным на 1937 год рыбоконсервный завод №42 входил в состав Михайло-Калиновского сельсовета Рыбновского района. 
Постановлением Администрации Сахалинской области от 17.06.2004 № 84-па посёлок Рыбобаза-2 преобразован в село.

## Население
| 1937 | 2002 |
| ---- | ---- |
| 724  | ↘32  |

Согласно результатам переписи 2002 года, в национальной структуре населения нивхи составляли 31 %, русские - 60%.